# St Gregory’s Church (Preshome)

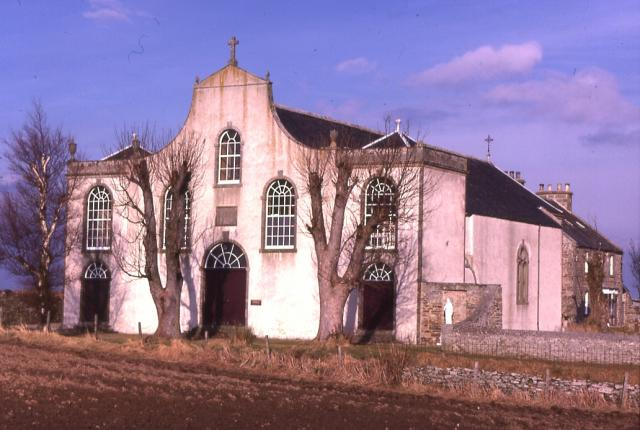
St Gregory’s Church

Die St Gregory’s Church, ehemals Craigs Chapel, ist ein römisch-katholisches Kirchengebäude nahe der Ortschaft Buckie in der schottischen Council Area Moray. 1972 wurde das Bauwerk in die schottischen Denkmallisten in der höchsten Denkmalkategorie A aufgenommen. Das zugehörige Pfarrhaus ist separat als Kategorie-A-Bauwerk klassifiziert.

## Geschichte
Nach der Reformation in Schottland wurden römisch-katholischen Gemeinden mit Argwohn, teils mit Feindseligkeit begegnet. Aus diesem Grund handelte es sich bei den frühen post-reformatorischen römisch-katholischen Kirchen häufig um versteckte Kirchen, wie zum Beispiel die nahegelegene St Ninian’s Church. In der entschieden katholischen Region wurde hingegen, unterstützt durch den lokalen Gordon-Laird, mit der St Gregory’s Church ab 1788 ein deutlich als solcher erkennbarer Kirchenbau errichtet. Er gilt als ältester, nicht-versteckter, post-reformatorischer, römisch-katholischer Kirchenbau in Schottland. Nach der Grundsteinlegung am 29. Mai 1788 wurde am Pfingstsonntag des Jahres 1790 die erste Messe gelesen.
Zuvor befand sich am Standort eine „Craigs Barn“ genannte Scheune, die als Behelfskirche genutzt wurde. Die St Gregory’s Church wurde aus diesem Grund zunächst Craigs Chapel genannt. Ein Gemälde Gregor des Großen von Annibale Carracci stiftete der Earl of Findlater. 1896 wurde Peter Paul Pugin mit Arbeiten im Innenraum betraut.

## Beschreibung
Die St Gregory’s Church steht isoliert rund drei Kilometer südwestlich von Buckie. Die längliche Saalkirche ist mit geschwungener Barockfassade ausgeführt. Sie umfasst die drei Zentralachsen und läuft auf den äußeren Achsen in Brüstungen aus. Die Fassaden des Kirchengebäudes sind mit Harl verputzt, wobei Natursteineinfassungen abgesetzt sind. Wie auch die unterschiedlich groß ausgeführten Fenster sind sowohl das zweiflüglige Hauptportal als auch die flankierenden Portale auf den äußeren Achsen rundbogig mit Schlusssteinen und Kämpferriegeln gestaltet. An der Südfassade findet sich ein weiteres, heute mit Mauerwerk verschlossenes Portal sowie ein rundbogiges Maßwerk. An der Ostseite schließt das Gebäude mit einer semi-oktogonalen Apsis. Das Dach ist mit Schiefer eingedeckt.

## Pfarrhaus

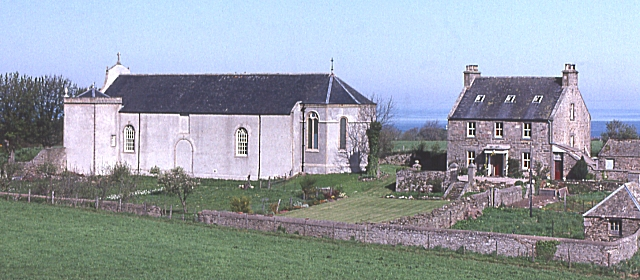
Panorama mit Kirche und Pfarrhaus

Das nebenliegende Pfarrhaus ließ der Bischof von Aberdeen, James Kyle, der dort auch lebte und verstarb, im Jahre 1830 errichten. Er betraute den schottischen Architekten William Robertson mit der Ausführung. Als Schlüsselfigur der katholischen Kirche in Schottland, sammelte Kyle rund 75.000 Briefe an, die heute in verschiedenen Archiven aufbewahrt werden.
Die südexponierte Hauptfassade des zweistöckigen Pfarrhauses ist drei Achsen weit. Sein Mauerwerk besteht aus Bruchstein mit abgesetzten Natursteindetails. Das an einen Miniatur-Portikus erinnernde hölzerne Vordach des zentralen Eingangsportals ist späteren Datums. Das schiefergedeckte Satteldach ist mit giebelständigen Kaminen ausgeführt.